# Dioxys ardens
Dioxys ardens là một loài ong trong họ Megachilidae. Loài này được Gerstäcker miêu tả khoa học đầu tiên năm 1869.